# Pura (Tessin)
Pour les articles homonymes, voir Pura.
Pura est une commune suisse du canton du Tessin, située dans le district de Lugano.

Photo aérienne (1950).

## Personnalités liées à la commune
- Adolfo Feragutti Visconti (1850-1924), peintre suisse/italien, né à Pura.